# John Toro Rendón
John Toro Rendón (Bogotá, 1958. április 4. –) kolumbiai nemzetközi labdarúgó-játékvezető. Teljes neve: John Jairo Toro Rendon.

## Pályafutása

### Labdarúgó-játékvezetőként

#### Nemzetközi játékvezetés
A  Kolumbiai labdarúgó-szövetség Játékvezető Bizottsága terjesztette fel nemzetközi játékvezetőnek, a Nemzetközi Labdarúgó-szövetség (FIFA) bíróinak keretébe. Több válogatott és nemzetközi klubmérkőzést vezetett.

##### Világbajnokság
Kína fővárosa, Peking adott otthont az 1991-es női labdarúgó-világbajnokságnak, ahol a Svédország–USA (2:3) és a Japán–USA (0:3) csoportmérkőzéseket, valamint az egyik negyeddöntőt, a Kína–Svédország (0:1) összecsapást koordinálta. Vezetett mérkőzéseinek száma:  3
1993-ban Japánban rendezték sz U17-es labdarúgó-világbajnokságot, ahol az Olaszország–Mexikó (1:2) és a Ghána–Olaszország (4:0) csoporttalálkozókon, illetve az egyik negyeddöntőeben, a Lengyelország–Egyesült Államok (3:0) mérkőzésen szolgált játékvezetőként. Vezetett mérkőzéseinek száma:  3
Franciaországban rendezték a XVI., az 1998-as labdarúgó-világbajnokság-ot, ahol a Dél-Afrika–Dánia (1:1) csoporttalálkozót irányította. Az eredménytől függetlenül igen szigorúan vezette a mérkőzést, mert hét sárga és három piros lapot mutatott fel a heves játékosoknak. Vezetett mérkőzéseinek száma:  1

##### Amerika Kupa
A 2001-es Copa América a 40. kiírás volt, amely a Dél-amerikai válogatottak első számú tornája. A tornát a CONMEBOL szervezte, melynek a házigazdája Kolumbia volt, ahol
Honduras–Bolívia (2:0) csoportmérkőzést vezette. Vezetett mérkőzéseinek száma: 1